# 威納博 (北卡羅萊納州)
威納博（英語：Winnabow）是位於美國北卡羅萊納州不倫瑞克縣的非建制地區。

## 歷史
威納博的郵局自1882年營運至今。

## 地理
威納博所處的海拔為高於海平面8米（即26英呎），而該地所採用的時區為UTC-5，即北美东部时区（EST）。同時該地設有夏令時間，為UTC-5調快一小時，即UTC-4（EDT）。